# Michael Derus
Michael Derus (* 1957 in Bonn) ist ein deutscher Diplomat im Ruhestand und Rechtsanwalt. Er war von 2021 bis 2023 Botschafter in Benin. Vorher war er von 2019 bis 2021 Botschafter in Madagaskar.

## Laufbahn
Michael Derus trat 1988 nach Abschluss des Jurastudiums und des Rechtsreferendariats mit dem 2. juristischen Staatsexamen in den Auswärtigen Dienst ein.
Neben verschiedenen Auslandseinsätzen an den Botschaften in Brasilia (Brasilien), Maputo (Mosambik) und Belgrad (Serbien) war er auch bei der Ständigen Vertretung der Bundesrepublik Deutschland bei der Nordatlantikvertrags-Organisation (NATO) und der Ständigen Vertretung der Bundesrepublik Deutschland bei der Europäischen Union tätig.
Im Auswärtigen Amt war er unter anderem als stellvertretender Leiter des Referats für Nukleare Abrüstung, Rüstungskontrolle und Nichtverbreitung und von 2010 bis 2013 Leiter des Referats für Völkerrechtliche Verträge eingesetzt.
Von 2013 bis 2015 leitete Derus das Generalkonsulat in Lagos, Nigeria und war in diesem Amt gleichzeitig für die Pflege der Wirtschaftsbeziehungen zu 17 der 36 nigerianischen Bundesstaaten zuständig. Ab 2015, bis zu seiner Ernennung zum Botschafter in Madagaskar mit Nebenakkreditierung in Mauritius im August 2019, war Derus ständiger Vertreter des Botschafters und Leiter der Wirtschaftsabteilung an der Botschaft Nairobi, Kenia.
Im Juli 2021 wechselte Derus als Botschafter und Leiter der Botschaft Cotonou nach Benin. In diesem Amt wurde er 2023 von Stefan Buchwald abgelöst.
Aktuell (Stand 2025) ist er als Rechtsanwalt in Köln tätig.

## Weblink/Quelle
- Lebenslauf. In: Webseite der Deutschen Botschaft in Cotonou. Archiviert vom Original am 1. Dezember 2022; abgerufen am 20. März 2020.